# Lomas del Santo
Lomas del Santo är en ort i Mexiko.   Den ligger i kommunen San Agustín de las Juntas och delstaten Oaxaca, i den sydöstra delen av landet, 400 km sydost om huvudstaden Mexico City. Lomas del Santo ligger 1 586 meter över havet och antalet invånare är 120.
Terrängen runt Lomas del Santo är kuperad österut, men västerut är den platt. Terrängen runt Lomas del Santo sluttar västerut. Runt Lomas del Santo är det ganska tätbefolkat, med 90 invånare per kvadratkilometer. Närmaste större samhälle är Oaxaca de Juárez, 7,5 km norr om Lomas del Santo. I omgivningarna runt Lomas del Santo växer huvudsakligen savannskog.